# ريتشارد أوكونور
ريتشارد أوكونور (1889 - 1981) (بالإنجليزية: Richard O'Connor)‏ قائد عسكري بريطاني.

## مسيرته العسكرية
- في يونيو عام 1940 عُيّن قائداً للقوات البريطانية في صحراء مصر الغربية تحت اسم "القوة الصحراوية الغربية"، وعمل مع القائد البريطاني أرشيبالد ويفل على التخطيط لدحر الغزو الإيطالي على مصر، وقاما بتنفيذ هجومهما المضاد في ديسمبر 1940، وكان هجوماً ناجحاً للغاية، بل إنهما تقدما في ليبيا نفسها، وألحقت قواتهما الهزيمة بالإيطاليين في معركة بيضافم في فبراير 1940 .
- في مارس 1940 شن القائد الألماني إيرون رومل هجومه عبر برقة الذي استعاد به كامل برقة باستثناء طبرق، كما أسر القائد أوكونور بالقرب من درنة في بداية أبريل.
- ظل أوكونور أسيراً لدى الألمان حتى أُطلق عام 1943، وانضم ثانية على المشاركة في المجهود الحربي لبلده.
- توفي أوكونور في لندن بريطانيا عام 1981.